# Santa María de Valverde
Santa María de Valverde è un comune spagnolo di 96 abitanti situato nella comunità autonoma di Castiglia e León.